# Tony Scaglione
Tony Scaglione er en thrash metal trommeslager, og har været midlertidigt medlem af Slayer, men var også en af de stiftende medlemmer af Whiplash. Scaglione erstattede Slayer-trommeslageren Dave Lombardo i 1986 efter Lombardo tog en pause. Lombardo vendte tilbage i 1987 efter hans kone overbeviste ham om at det burde han gøre. Scaglione vendte tilbage til Whiplash, hvor han var medlem indtil deres opløsning i 1998.

## Diskografi

### Albums
- Power and Pain (1986)
- Ticket to Mayhem (1987)
- Insult to Injury (1989)
- Cult of One (1996)
- Sit Stand Kneel Prey (1997)
- Thrashback (1998)
- Unborn Again (2009)
- Old School American Way (TBA)

### Demo'er
- Fire Away (1984)
- Thunderstruk (1984)
- Looking Death in the Face (1985)
- Untitled 3-track demo (1985)

## Referncer
1. ↑  "An exclusive oral history of Slayer". Decibel Magazine. 2006-08-13. Arkiveret fra originalen 13. august 2006. Hentet 2006-12-03.